# جاحد (كعيدنة)

تعديل مصدري - تعديل

جاحد هي إحدى قرى عزلة سواخ بمديرية كعيدنة التابعة لمحافظة حجة، بلغ تعداد سكانها 215 نسمة حسب تعداد اليمن لعام 2004.